# Ernst Oswald Spitzner
Ernst Oswald Spitzner   (1869 - 1943) fou un compositor alemany nascut a Auerbach l'últim terç del segle xix.
Va estudiar en el Conservatori de Würzburg amb Ritter, Schwendemann i Kliebert, i després va traslladar-se als Estats Units. A Portland va fundar el 1904 la Societat Filharmònica del seu nom. És autor de nombroses obres per a violí, un quartet per a instruments d'arc, peces per a violí i piano, etc.